# Magdalenahem

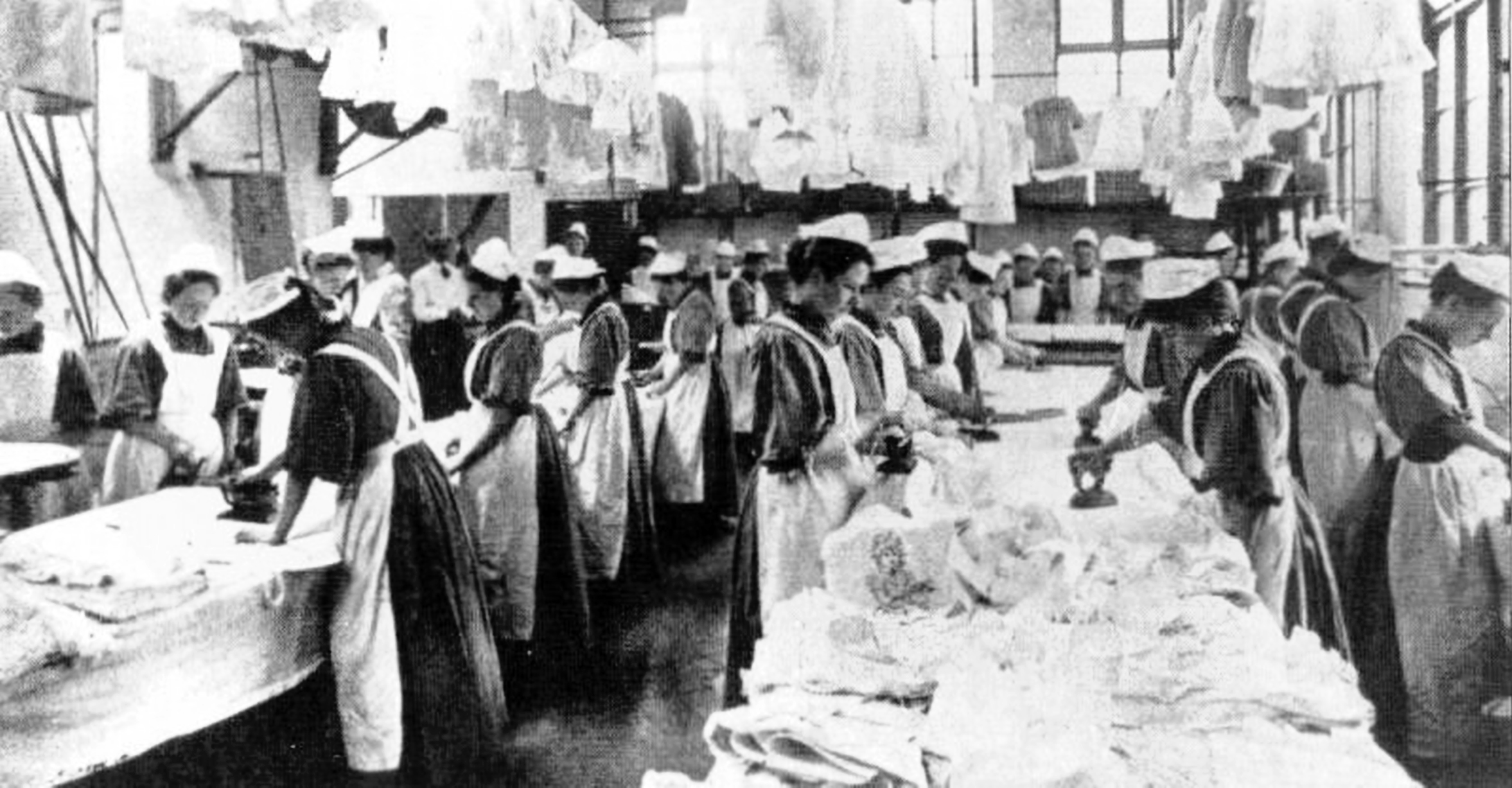
Flickor som tvingas tvätta på ett Magdalenahem i England i början av 1900-talet.

Magdalenahem är en allmän benämning på anstalter som syftar till att rehabilitera kvinnliga prostituerade, så kallade "fallna kvinnor" och förmå dem att återgå till ett sedligt levnadssätt. Namnet är taget från "synderskan" Maria Magdalena i Nya Testamentet, och det är framför allt kristna organisationer som upprättat dylika hem. 

## Historia
Redan kejsar Justinianus I:s gemål, Teodora (500–548), som själv var omtalad för sedeslöshet, upprättade ett dylikt hem, eller rättare sagt kloster, för 500 fallna kvinnor. Under medeltiden skapades i flera länder särskilda ordenssamfund med uppgift att uteslutande ägna sig åt prostituerades rehabilitering, och vid slutet av 1400-talet fanns dylika räddningshem i bland annat Tyskland, Italien, Spanien och Frankrike. Den bäst kända av dessa var det så kallade "Lilla Jerusalem" i Prag som bekostades av gåvor och gav vård och undervisning åt 200 kvinnor. Det var dock först under 1700-talet som dessa anstalter fick en större betydelse. "Maddalena"-institutionerna i Rom gynnades av en rad påvar. 
Den franske prästen och helgonet Vincent de Paul grundade i Paris och andra städer stiftelser med uppgiften att vara tillflyktsorter för "ångerfulla synderskor eller ur fängelse frigivna kvinnor". Samtidigt upprättades särskilda hem för yngre brottslingar. Med de franska anstalterna som förebild uppstod sedermera liknande stiftelser i de flesta länder i Europa, och tids nog även i USA och andra världsdelar. Inom den protestantiska världen fick hemmen en nytändning från 1700-talet och framåt. Åtskilliga nya sådana hem bildades, den äldsta anstalten från den tiden är hemmet för fallna kvinnor i London, som bildades 1758. Mest populära var hemmen dock i Tyskland och Holland, som sedan inspirerade till liknande anstalter i andra protestantiska länder i såväl Europa som Amerika. Dessa hem fick ett stort stöd från diakonistiftelserna. 
Magdalenahem fanns även i Danmark, Norge och Sverige. Det äldsta i Sverige är Magdalenahemmet i Stockholm. Några andra anstalter med liknande verksamhet var till exempel "Hemmet för frigivna kvinnor" som fanns i Stockholm, Jönköping, Norrköping, Uppsala och Göteborg.

### Irland
En typ av Magdalenahem som överlevt till modern tid är de som drevs av den katolska kyrkan på Irland. Magdalenahemmen på Irland grundades med början från år 1767 och upphörde med sin verksamhet först den 25 september 1996. De första hemmen var protestantiska, men 1810 öppnade det första katolska Magdalenahemmet, och allteftersom kom de främst att drivas av katolska kyrkan. 
Under 150 år spärrades uppskattningsvis 30 000 irländska kvinnor in i Magdalenahem som fanns över hela landet och som drevs av katolska nunnor. Unga kvinnor som på ett eller annat sätt bröt mot samhällets normer och regler skickades iväg och fick ofta tillbringa hela sitt liv på institution (många familjer ville inte ha dem tillbaka). Det kunde handla om ogifta unga kvinnor som haft sexuellt umgänge, blivit våldtagna, blivit gravida, var utvecklingsstörda eller helt enkelt drog till sig uppmärksamhet av någon anledning, till exempel var för vackra, för fula eller identifierades som upprorsmakare.
De unga kvinnorna behandlades hårt, utsattes för hårda fysiska och psykologiska bestraffningar och ibland sexuella övergrepp, och tvingades under slavliknande förhållanden arbeta utan betalning, bland annat i hemmens tvätterier.

### Sverige
I Sverige grundades det första Magdalenahemmet i Stockholm av Emilie Elmblad 1852: det var verksamt fram till 1895. Vid sekelskiftet 1900 fanns det åtta Magdalenahem i Sverige, varav fyra drevs av frälsningsarmén. De svenska Magdalenahemmens syfte var att återanpassa prostituerade kvinnor till samhället genom en annan försörjning, och innan dess omskola dem genom att låta dem ägna sig åt hushållsarbete på hemmet. Hemmen drevs till stor del av det arbete som kvinnorna fick ägna sig åt där. I början fick kvinnorna betalt för sitt arbete, men det avslutades snart för att det ansågs göra dem mindre benägna att rätta sig efter reglerna. I Sverige ska de intagna på Magdalenahemmen främst ha skrivit in sig själva, men det förekom att personer skrevs in av familj eller myndigheter. 
Hemmen drevs främst av kristna kvinnor ur medelklassen, så som Elsa Borg, och deras mål var inte endast att erbjuda prostituerade ett annat yrke, utan också att leda dem till tro, eftersom det ansågs vara ett sätt att undvika att de återtog sitt gamla yrke. Hemmen erbjöd därför i första hand arbeten som tjänsteflickor i kristna hem, där deras arbetsgivare också förväntades uppmuntra kvinnorna att be och läsa Bibeln. Fabriksarbete var ett alternativ bara om det första misslyckades, och arbete på något offentligt etablissemang som en restaurang eller ett hotell ansågs innebära en risk att återigen introduceras till prostitution. 
Näraliggande verksamheter var välgörenhetsinrättningar som Härberget för Tjänstflickor, som också hyste arbetslösa kvinnor och förmedlade arbeten som tjänsteflickor för att förhindra att kvinnorna prostituerade sig.

## Inom fiktion
Ett Magdalenahem beskrivs i filmen Magdalenasystrarna (2002).